# Фофана, Фоде
Фоде Фофана (нидерл. Fodé Fofana; род. 26 октября 2002, Гронинген) — нидерландский футболист, нападающий клуба ПСВ.

## Клубная карьера
Фофана — воспитанник клубов «Рапидитас», испанской «Барселоны» и ПСВ. 30 ноября 2020 года в матче против «Камбюра» он дебютировал в Эрестедивизи за дублирующий состав последних. 10 августа 2021 года в матче квалификации Лиги чемпионов против датского «Мидтьюлланна» Фоде дебютировал за основной состав. В 2022 году Фофана помог клубу выиграть Кубок и Суперкубок Нидерландов.
1 сентября 2023 года перешёл на правах аренды в «Витесс».

## Личная жизнь
Фофана родился в Нидерландах в семье гвинейца и русской. Мать — Ульяна, сестра — Вера, младше него на пять лет.

## Достижения
Клубные
 ПСВ
- Обладатель Кубка Нидерландов — 2021/2022
- Обладатель Суперкубка Нидерландов — 2021